# Ugly Gerry

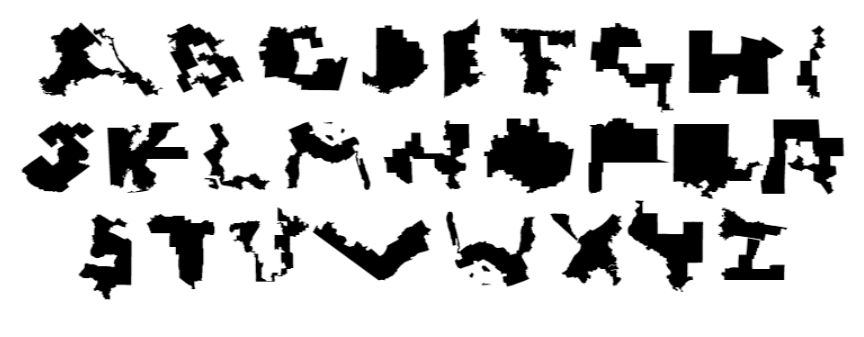

Ugly Gerry是一种字型，由美國國會選區的形状组成，目的是抗議共和黨及民主黨「傑利蠑螈」式的選區划分方式。  藉此來引起人們對傑利蠑螈現象的關注。它是由RepresentUs委託李奥贝纳广告的班·多塞爾（Ben Dossel）和詹姆斯·李（James Lee）所設計的。  Ugly Gerry只有大寫字母，並沒有數字、標點符號、小寫字母或其他特殊字符。其中，一些字母是由兩個選區所組成的（如R、A）。 在其網站的底部有「不保留任何權利」（No Right Reserved）的字樣。

## 字體
| 字母 | 組成                         |
| ---- | ---------------------------- |
| A    | 加利福尼亞州第三國會選區     |
| A    | 德克薩斯州第三十五國會選區   |
| B    | 俄亥俄州第十二國會選區       |
| B    | 俄亥俄州第七國會選區         |
| C    | 康乃狄克州第一國會選區       |
| D    | 密蘇里州第八國會選區         |
| E    | 密蘇里州第六國會選區         |
| F    | 俄勒岡州第五國會選區         |
| G    | 俄亥俄州第四國會選區         |
| H    | 北卡羅來納州第八國會選區     |
| I    | 德克薩斯州第十五國會選區     |
| J    | 伊利諾州第十八國會選區       |
| K    | 阿拉巴馬州第一國會選區       |
| L    | 紐約州第七國會選區           |
| M    | 紐約州第八國會選區           |
| N    | 伊利諾州第十一國會選區       |
| O    | 亞利桑那州第八國會選區       |
| P    | 佛羅里達州第二十五國會選區   |
| Q    | 德克薩斯州第十二國會選區     |
| R    | 俄亥俄州第十國會選區         |
| R    | 密芝根州第十三國會選區       |
| S    | 田納西州第四國會選區         |
| T    | 加利福尼亞州第四十三國會選區 |
| U    | 伊利諾州第四國會選區         |
| V    | 紐澤西州第五國會選區         |
| W    | 紐約州第八國會選區           |
| X    | 加利福尼亞州第八國會選區     |
| X    | 加利福尼亞州第十四國會選區   |
| Y    | 伊利諾州第十二國會選區       |
| Z    | 印第安那州第八國會選區       |
| Z    | 俄亥俄州第八國會選區         |

## 評價
Ugly Gerry被商業雜誌快公司稱為「世界上最令人反感的字體」，
獲得了2020年紐約藝術俱樂部的排版獎。

## 註解
1. ↑  均是2018年的邊界，目前部分選區（如伊利諾州第十八國會選區）已被廢除[10]，部分選區（如奧勒岡州第五國會選區）則被重新劃分。[11]
2. ↑  同M，但是上下顛倒

## 外部連結
- 官方网站